# Bērzpils pagasts
Bērzpils pagasts er en territorial enhed i Balvu novads i Letland. Pagasten havde 886 indbyggere i 2010 og 788 indbyggere i 2016 og omfatter et areal på 127,69 kvadratkilometer. Hovedbyen i pagasten er Bērzpils.